# Corybas
Corybas (лат.) — род цветковых растений семейства Орхидные (Orchidaceae). Впервые выделен британским ботаником Ричардом Энтони Солсбери в 1807 году.
Род назван в честь персонажа древнегреческой мифологии Корибанта, либо в честь фригийской богини Кибелы.

## Систематика
В состав рода включены 133 вида растений. Типовой вид — Corybas aconitiflorus Salisb..

## Распространение, общая характеристика
Ареал — от тропической и субтропической Азии до островов Тихого океана и Субарктики.
Многолетние геофитные или эпифитные травянистые растения. Корни утрачены. Клубни мясистые, округлые, спаренные. Стебель прямой. Лист одиночный, расположенный у основания растения. Цветки небольшие, бледной расцветки. Плод — коробочка, несёт множество семян с придатками в виде крылышек.

## Значение
Ряд видов Corybas выращиваются в качестве декоративных. Некоторые представители рода являются «драгоценными орхидеями» — термин, используемый для описания орхидей, чья декоративная ценность сконцентрирована преимущественно в листьях, а не в цветах.